# Atopsyche orientalis
Atopsyche orientalis is een schietmot uit de familie Hydrobiosidae. De soort komt voor in het Neotropisch gebied.